# モノカシーの戦い
モノカシーの戦い（モノカシーのたたかい、英:Battle of Monocacy、またはモノカシー結節点の戦い、英:Battle of Monocacy Junction）は、南北戦争の1864年のバレー方面作戦中1864年7月9日に、メリーランド州フレデリックで起こった戦闘である。南軍ジュバル・アーリー中将軍がルー・ウォーレス少将が指揮する北軍を破った。この戦闘は、バージニア州ピーターズバーグで包囲されているロバート・E・リー軍から北軍の注意を逸らすためにシェナンドー渓谷とメリーランド州をアーリー軍が襲撃したその一部だった。

## 背景
アーリー軍の襲撃に反応した北軍総司令官ユリシーズ・グラント中将は、1864年7月6日に第6軍団の中から2個旅団約5,000名をジェイムズ・リケッツ准将に付けて派遣した。しかし、この部隊が到着するまでに、アーリー軍と首都ワシントンD.C.の間にいた唯一の北軍はルー・ウォーレスが指揮する大半が徴兵期間100日の寄せ集め兵2,300名に過ぎなかった。『ベン・ハー：キリストの物語』の著者として後に有名になるウォーレスは当時、ボルティモアに本部を置く北軍大西洋岸中部方面軍の指揮官だった。ウォーレス部隊の兵士はほとんど戦闘に参加したことがなかった。
ボルチモア・アンド・オハイオ鉄道の職員が6月29日にアーリー軍侵攻の兆候を報告し、この情報とその後の報告は鉄道会社社長で北軍支持者ジョン・W・ギャレットからウォーレスに渡された。ウォーレスは南軍の目標がボルティモアにあるのかワシントンD.C.にあるのかを決め兼ね、援軍がどちらかの都市に到着できるまで南軍の進行を遅らせる必要があると理解した。
南軍騎兵隊がフレデリックの北軍部隊を追い出したフレデリックの戦いに続いて、アーリーはフレデリック市の破壊を思い留まる代償金として20万ドルを要求し受け取った。フレデリックから3マイル南東にあるフレデリック結節点はモノカシー結節点とも呼ばれ、フレデリックとモノカシー両市を守る重要な地点だった。ワシントンに至るジョージタウン・パイクとボルティモアに至る国道が共にボルチモア・アンド・オハイオ鉄道と同様、そこでモノカシー川を渡っていた。もしウォーレスがその小さな軍隊で2つの道路橋と1つの鉄橋さらに幾つかの浅瀬を守るように6マイル (10 km)に亘って川岸を守れば、アーリー軍の戦力と目標が分かり、できるだけアーリー軍を遅らせることができると考えた。
ウォーレスの見通しは、リケッツ将軍指揮する第6軍団の最初の分遣隊がボルティモアに到着し、軍団は鉄道で急行しておりモノカシーでウォーレス隊に合流すると伝言した時に光明が差した。7月9日土曜日、ウォーレスとリケッツの合流軍約5,800名は川の橋や浅瀬を前に布陣した。川の東岸は高さがあり、兵士達にとって自然の胸壁になっていた。他にも2つの防塞、使える道具で掘った塹壕、あるいはかっては平和な農家の塀や穀物の中に見つけた遮蔽物の中に入った。

## 戦闘

モノカシーの戦い
南軍
北軍

南軍ドッドソン・ラムスール少将の師団がベスト農園近くのジョージタウン・パイクでウォーレス隊に遭遇した。ロバート・E・ローズ少将の師団は国道で北軍と衝突した。アーリーはモノカシー川を渡る正面攻撃は損失が大きくなると考え、ジョン・マコーズランドの騎兵隊をバッキーズタウン道路に走らせ浅瀬を見つけて北軍前線の側面を衝こうとした。南軍はマッキニー・ウォーシントンの下流でモノカシーの防御線を突破し、ウォーレス隊の左翼を攻撃した。ウォーシントンとトマス農園を隔てる塀の前でリケッツの古参兵部隊に直面した所で、この日の最も激しい戦闘が起こった。
北軍はその陣地を守るために必死に戦ったが、優勢な14,000名の南軍に対しては時間の問題に過ぎなかった。南軍ジョン・B・ゴードン少将の師団が3方向から押し寄せ、ピケッツ隊を国道方向に後退させ、ピケッツ隊はそこでラムスールやローズの師団と終日戦って追い詰められてきた部隊と合流した。

## 戦闘の後
午後遅くまでに北軍はボルティモア方向に撤退し、その後には1,294名をこえる戦死者、負傷者および捕虜が残された。後にウォーレス将軍は戦場に設けられた埋葬場に死体を集めるよう命じ、「これらの兵士は国の首都を救うために死に、実際に救った」と記念碑に書くよう提案した。
ワシントンへの道は開いたままだった。アーリー軍はモノカシーの戦闘で勝ったが、700名ないし900名が戦死または負傷し、1日を消費した。翌日南軍は行軍を再開し、月曜日の真昼にコロンビア特別区の中、スティーブンス砦の前に立った、アーリーはその軍隊がはるか後方まで広がっており、スティーブンス砦の威容を目にすると攻撃をしないことにした。しかし、その日1864年7月11日と12日には砲撃戦と小競り合いが展開された。7月13日、アーリー軍はこれまで進んで来た道を引き返し、ホワイトフェリーでポトマック川を渉ってバージニア州に戻った。
モノカシーでアーリーは1日の時間を費やし、ワシントン占領の機会を失った。首都占領の試みが挫折した南軍はバージニア州に引き返し、戦場を北部にもたらす最後の作戦が終わった。
アーリー将軍は1864年のバレー方面作戦に関する報告書で次のように記した。
グラント将軍はモノカシーでのウォーレスの遅延戦術を次のように評価した。
戦場跡は100年以上に亘って個人の所有になっていたが、1970年代遅くにモノカシー国立戦場跡公園を創るためにその一部が購入された。